# STS-67
STS-67 var ett rymdfärjeuppdrag som genomfördes 1995 med rymdfärjan Endeavour. Den sköts upp från Pad 39A vid Kennedy Space Center i Florida den 2 mars 1995. Efter drygt sexton dagar i omloppsbana runt jorden återinträdde rymdfärjan i jordens atmosfär och landade vid Edwards Air Force Base i Kalifornien.